# Antonio Despuig y Dameto
Antonio Despuig y Dameto (ur. 30 marca 1745 w Palmie, zm. 2 maja 1813 w Lukce) – hiszpański kardynał.

## Życiorys
Urodził się 30 marca 1745 roku w Palmie, jako syn Ramóna Despuiga i Maríi Dameto. Studiował na Universidad Luliana, gdzie uzyskał doktorat utroque iure. 3 lipca 1774 roku przyjął święcenia kapłańskie. W latach 1783–1785 był rektorem macierzystej uczelni. 26 września 1791 roku został biskupem Orihueli, a trzy dni później przyjął sakrę. Na początku 1794 roku arcybiskup Walencji został aresztowany, a Despuig został mianowany gubernatorem archidiecezji. Rok później papież zatwierdził jego nominację na arcybiskupa, jednak pod koniec 1795 roku Despuig został przeniesiony do archidiecezji w Sewilli. W 1799 roku został łacińskim patriarchą Antiochii i zrezygnował z arcybiskupstwa. 11 lipca 1803 roku został kreowany kardynałem prezbiterem i otrzymał kościół tytularny San Callisto. W tym samym roku został archiprezbiterem bazyliki liberiańskiej. Został zmuszony przez wojska francuskie do opuszczenia Italii, jednak nie uczestniczył w ślubie Napoleona i Marii Ludwiki. Pomimo tego, pozwolono mu powrócić do Włoch, z uwagi na słaby stan zdrowia. W 1810 roku został kamerlingiem Kolegium Kardynałów i pozostał nim do śmierci, która nastąpiła 2 maja 1813 roku w Lukce.